# Bebrene
Bebrene lub Bebrine (niem. hist. Bewern; pol. hist. Bebra) – wieś w Łotwie, novadsie Górna Dźwina, siedziba pagasts Bebrene. Historyczna część Zelonii. Znajduje się nad brzegami dopływów Dviety, tj. Pastaune i Akmeņupe przy drodze P72, 16 km od Iłukszty oraz 195 km od Rygi.
Źródła pisane po raz pierwszy wspominają o Bebrene w 1562 roku. Wioska powstała wokół dworu. W roku 1932 przyznano jej status wsi. Znajdują się tu: samorząd parafii, szkoła średnia (w budynku wspomnianego dworu), szkoła zawodowa, przedszkole, dom kultury, biblioteka, kościół katolicki (parafia bebreńska), poczta oraz punkt opieki medycznej.